# Ploča (Loznica)
Pour les articles homonymes, voir Ploča.
Ploča (en serbe cyrillique : Плоча) est un village de Serbie situé sur le territoire de la Ville de Loznica, district de Mačva. Au recensement de 2011, il comptait 925 habitants.

## Démographie

### Évolution historique de la population
| 1948 | 1953 | 1961 | 1971 | 1981 | 1991 | 2002 | 2011 |
| ---- | ---- | ---- | ---- | ---- | ---- | ---- | ---- |
| 185  | 213  | 329  | 458  | 582  | 771  | 945  | 925  |

|  |